# Tipología de Oakeshott

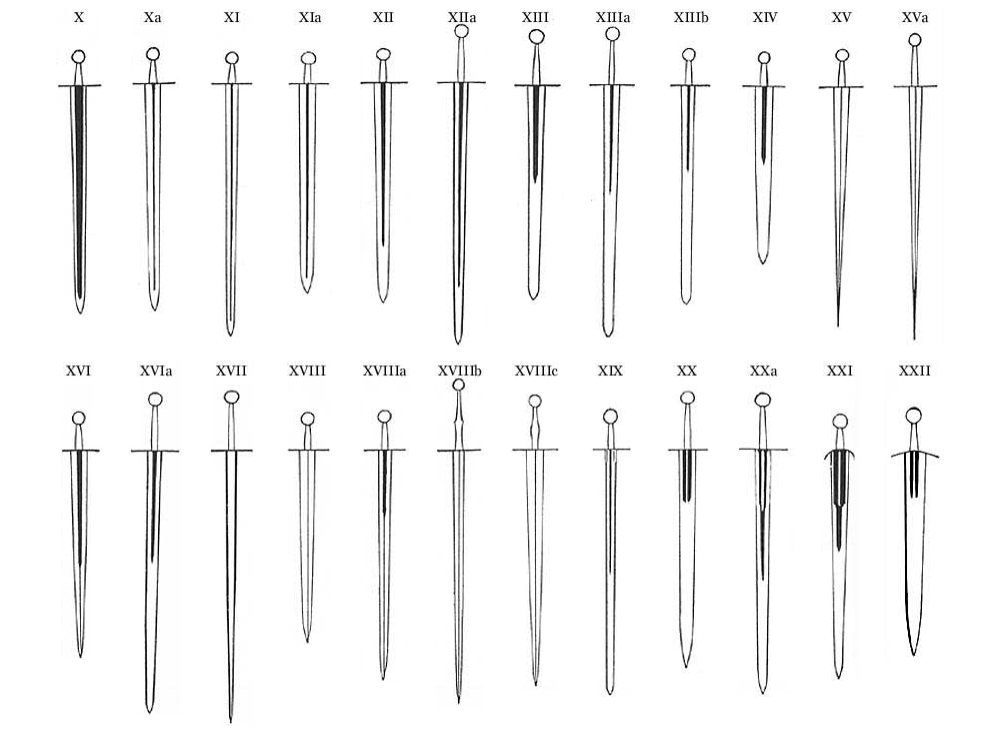
Tipos de espadas según Oakeshott

La tipología Oakeshott es una forma de clasificar las espadas de los siglos del X al XVI en función de la forma física. Clasifica las espadas de la Edad Media europea en 13 tipos principales, etiquetados del X al XXII. El historiador, coleccionista e ilustrador Ewart Oakeshott lo introdujo en su tratado de 1960 The Archaeology of Weapons: Arms and Armor from Prehistory to the Age of Chivalry.
El sistema es una continuación de la tipología de la espada vikinga de Jan Petersen presentada en De Norske Vikingsverd («Las espadas vikingas noruegas») en 1919. En 1927, Mortimer Wheeler simplificó el sistema a solo siete tipos, etiquetados del I al VII. . Oakeshott amplió ligeramente el sistema con dos tipos de transición, VIII y IX, y luego comenzó a trabajar en su propia tipología.
Entre las muchas razones de su tipología, Oakeshott encontró que la clasificación de fechas no era confiable durante su investigación. Escribió que las fechas de fabricación, uso y retiro de las armas se han oscurecido en gran medida por el comercio, la guerra y otros intercambios diversos combinados con la propia longevidad de las armas.

## Criterios de definición
Los 24 tipos y subtipos de espadas de Oakeshott se distinguen por varios factores, los más importantes de los cuales caracterizan su hoja: sección transversal, longitud, características de las sangrías y conicidad. La conicidad es el grado en que el ancho de una hoja se estrecha hasta su punta. Esto varía desde hojas de conicidad constante, cuyos bordes son rectos y estrechos en punta, hasta hojas sin conicidad, cuyos bordes son paralelos y terminan en una punta redondeada. Las espadas tipo  X suelen tener una sangría (una acanaladura a lo largo de la hoja) que recorre casi toda su longitud,  las hojas tipo XXII tienen sangrías muy cortas y  las hojas tipo XV carecen de ellas.
La longitud de la empuñadura puede variar dentro de un tipo.
Las descripciones de la espada de Oakeshott las orientan con la punta en la parte inferior y la empuñadura en la parte superior. Esto se inspiró en su observación de que muchas hojas con inscripciones y crestas tenían que orientarse de esta manera para poder leerlas correctamente.

### Clasificación de pomos

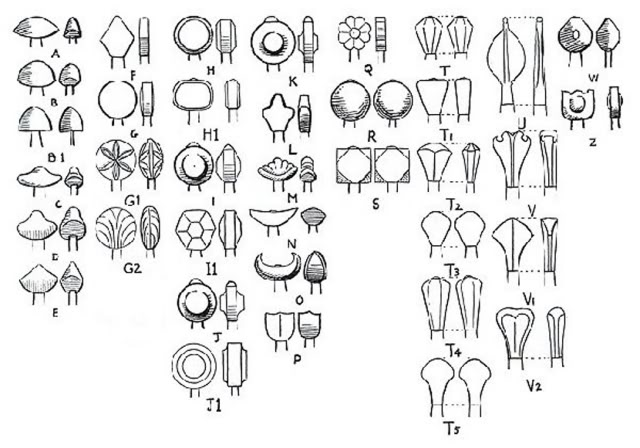
Tipos de pomos según Oakeshott

Ewart Oakeshott introdujo un sistema de clasificación de formas de pomo medieval en su The Sword in the Age of Chivalry para estar junto a su tipología de espada. Los tipos de pomo de Oakeshott se enumeran con letras mayúsculas de la A a la Z, y los subtipos se indican con números.
- A. el pomo de "nuez de Brasil" derivado de la espada vikinga clásica
- B. una forma más redondeada y más corta de A. B1 es la variante con un borde inferior recto, conocida como "champiñón" o "tea cosy"
- C. forma de bicornio, derivada de la espada vikinga
- D. una variante más voluminosa y ligeramente posterior de C
- E. una variante de D con una parte superior angular
- F. una variante más angular de E
- G. un disco plano. G1 y G2 son pomos de disco adornados con adornos en forma de flor o de concha, respectivamente, ambos particulares de Italia.
- H. un disco con los bordes biselados . Una de las formas más comunes, que se encuentra a lo largo de los siglos X al XV. H1 es una variante ovalada.
- I. un disco con bordes biselados anchos, siendo el disco interior mucho más pequeño que en H. I1 es una variante hexagonal.
- J. como I, pero con los bordes biselados profundamente ahuecados. J1 es una forma elaborada del clásico pomo de rueda.
- K. una variante muy ancha y plana de J, popular en el período medieval tardío
- L. forma de trébol alargado; raro y probablemente limitado a España en los siglos XII y XIII
- M. una derivación tardía del tipo de pomo vikingo polilobulado, que se encuentra con frecuencia en efigies de tumbas durante 1250-1350 en el sur de Escocia y el norte de Inglaterra, pero con pocos ejemplos supervivientes
- N. en forma de bote, raro tanto en el arte como en los especímenes sobrevivientes
- O. un tipo raro de forma de media luna
- P. una rara forma en forma de escudo que solo se conoce de una estatua en la catedral de Nuremberg
- Q. pomos en forma de flor, solo conocidos por representaciones artísticas de espadas
- R. pomo esférico raro, visto principalmente en los siglos IX y X
- S. un tipo raro en forma de cubo con las esquinas cortadas
- T. la forma de "pera", encontrada por primera vez a principios del siglo XIV, pero vista con cierta frecuencia solo después de 1360, con numerosas formas derivadas bien entrado el siglo XVI. T1 a T5 son variantes de este tipo básico.
- U. tipo "en forma de llave" de la segunda mitad del siglo XV.
- V. el pomo de "cola de pez" del siglo XV, con variantes V1 y V2.
- W. una forma de "rueda deforme"
- Z. forma cuadrada, con sus subtipos utilizados para definir de cerca el área y la edad, Z1 y Z2b (más común en el sureste de Europa), Z3 ("cabeza de gato", típico de las espadas venecianas), Z4 (típico de Serbia y Bosnia).

### Clasificación de gavilanes
Ewart Oakeshott en el capítulo 4 de su The Sword in the Age of Chivalry clasifica los gavilanes medievales en doce tipos:
1. una barra horizontal lisa, que se estrecha hacia el final. Esta es la forma básica encontrada desde finales de la era vikinga hasta el siglo XVII.
2. tipo entallado, popular en el siglo XV.
3. una barra relativamente corta con una sección transversal rectangular. Popular durante 1150-1250 y nuevamente durante 1380-1430.
4. los terminales de la barra están doblados hacia la pala.
5. Estilo "pajarita" con terminales ensanchados y aplanados.
6. una variante curva o doblada del tipo 5.
7. la barra tiene una sección transversal plana y está doblada hacia la hoja; populares en el siglo XIV.
8. terminales doblados como en el estilo 4, pero una forma más elaborada con una sección transversal hexagonal de la parte ajustada alrededor de la espiga y un écusson pronunciado, popular en el período medieval tardío.
9. un elaborado tipo medieval tardío con la barra doblada hacia la hoja y una sección transversal plana en forma de diamante o V y un écusson pronunciado.
10. los brazos de la barra se estrechan hacia la empuñadura en lugar de alejarse de ella; en su mayoría también con un écusson pronunciado.
11. Terminales con perilla, con sección transversal redonda o rectangular, populares durante los siglos XV y XVI.
12. la barra se curva fuertemente en el plano horizontal, formando una S; este tipo data del final del período medieval y es de transición a los tipos de gavilanes modernos tempranos.

## Tipos

### Tipo X
El tipo X describe espadas comunes en la era tardo-vikinga hasta entrado el siglo XIII. Las hojas de estas espadas son más largas y estrechas que la típica espada vikinga, marcando la transición a la espada de caballero de la Alta Edad Media. 
Este tipo presenta una hoja ancha y plana de unos 80 cm. Su acanaladura es ancha y poco profunda, desvaneciéndose cerca de la punta la cual es redondeada. La longitud de la empuñadura es consistente con las espadas vikingas anteriores, con un promedio de unos 9 centímetros. La guarda cruciforme ronda los 20 cm.La espiga suele ser muy plana y ancha, y se estrecha bruscamente hacia el pomo. Los escandinavos del siglo X se refirieron a este tipo de espada como gaddhjalt (o "empuñadura de punta"), refiriéndose a la fuerte conicidad de la espiga en lugar de alguna característica visible del pomo. El pomo suele adoptar una forma ovalada de nuez de Brasil o una forma de disco.
En 1981 Oakeshott añade el subtipo Xa para incluir espadas con hojas similares pero con sangrías más cortas.

### Tipo XI
Más largas que las X, ya que son diseñadas para la caballería, mientras que las X iban dirigidas a 
la infantería. 
Espadas de este tipo estaban en uso entre 1100  y 1175 aptoximadamente. Se presenta de manera similar al Tipo  X, con una empuñadura corta y una sangría que casi recorre toda la longitud de la hoja. En comparación, sin embargo, la hoja es distintivamente más larga y más delgada, y se estrecha en una punta aguda. La sangría es también más estrecha. La forma de las hojas de tipo XI es más adecuada para cortar a caballo. Aunque se estrecha hasta un punto, generalmente es demasiado flexible para un empuje efectivo.
El subtipo  XIa presenta una hoja más ancha y más corta.

### Tipo XII
La hoja, que nace ancha, tiene un estrechamiento de perfil progresivo y constante. También 
aparece un estrechamiento distal mayor, haciéndolas más equilibradas, más ligeras y con mejor 
capacidad de corte. Siendo diseñadas para cortar, muestran buenas características a la hora de 
estocar, mejorando la de los tipos precedentes. Fueron la culminación de la espada señorial y, no 
de extrañar, extremadamente comunes a lo largo de mucho tiempo, tanto entre la infantería como 
en la caballería. La espada de Cawood es un espécimen de tipo XII excepcionalmente bien conservado, que ejemplifica una forma cónica de cuerpo entero y una espada más estrecha, que termina en 2/3 de la hoja. 
Sobrevive un gran número de ejemplos medievales de este tipo. Ciertamente existió a finales del siglo XIII, y quizás considerablemente antes, ya que el Museo Nacional Suizo en Zúrich posee un ejemplo que tiene una empuñadura de tipo vikingo pero claramente una  hoja de tipo XII. La representación más antigua conocida de una  espada tipo XII en el arte se encuentra en la estatua del arcángel Miguel en la catedral de Bamberg, que data de c. 1200. La Biblia Maciejowski (c. 1245) presenta otros ejemplos.
A mediados del siglo XIII surge en Alemania el subtipo XIIa, la espada de mano y media, fruto de la búsqueda por parte de la caballería de mayor alcance en sus espadas. A cambio de perder el escudo, esta nueva arma ofrecía un nuevo estilo de esgrima, al poder hacerse juego de palanca con las manos gracias a una empuñadura más larga. Rápidamente su uso se expandió por toda Europa, y fue la causante de la aparición, como respuesta defensiva, de la armadura de placas en apenas unas pocas décadas.
El tipo XIIa tiene un agarre largo similar al del tipo XIIIa. El XIIa era originalmente parte de la clasificación XIIIa, pero Oakeshott decidió que "se estrechaban demasiado" y eran "demasiado puntiagudos" para encajar adecuadamente.

### Tipo XIII
Es la clásica espada armada que se desarrolló durante la época de las Cruzadas. Por lo general, los ejemplares datan de la segunda mitad del siglo XIII. Las espadas tipo XIII tienen como característica definitoria una hoja larga y ancha con filos paralelos, terminando en una punta redondeada o espatulada. La sección transversal de la hoja tiene la forma de una lente. Las empuñaduras, más largas que en los modelos anteriores, típicamente unos 15 cm, permiten el uso ocasional con dos manos. Los gavilanes suelen ser rectos y los pomos en forma de nuez de Brasil o de disco (tipos de pomo Oakeshott D, E e I).
El subtipo XIIIa presenta hojas y empuñaduras más largas. Corresponden a las greatsword, espadones alemanes, o Grans espées d'Allemagne, que aparecen con frecuencia en el arte alemán del siglo XIV , pero también en el arte español e inglés. Los primeros ejemplos de este tipo aparecen en el siglo XII y siguió siendo popular hasta el siglo XV . El subtipo XIIIb describe espadas más pequeñas de una mano de forma similar.
Existen muy pocos ejemplos del tipo XIII original, mientras que sobreviven más ejemplos del subtipo XIIIa. Una representación del uso a dos manos aparece en el salterio de Tenison (Alphonso) . Otra representación del tipo aparece en el manuscrito del Apocalipsis de San Juan del 1300 aproximadanente.
La greatsword, dentro del contexto de la espada larga medieval tardía , es un tipo de "espécimen descomunal", específicamente el tipo XIIIa. 
La espada más grande del subtipo XIIIa tiene una empuñadura de aproximadamente 23 cm de largo.

### Tipo XIV
El tipo XIV tiene hojas cortas y con fuerte estrechamiento de perfil, hasta llegar a una punta aguda. Gavilanes casi siempre con curva regresiva. La empuñadura es generalmente corta  con el pomo siempre con forma de "rueda", a veces muy ancho y plano. La última espada diseñada para contrarrestar la cota de malla, pero con su buena predisposición a la estocada, marcando la tendencia hacia la nueva generación de hojas. Este peculiar y fácilmente reconocible tipo fue muy popular en su corta vida. 
Ocho de los nueve ejemplos proporcionados por Oakeshott del tipo XIV en Records of the Medieval Sword tienen el perfil distintivo de la hoja de un triángulo muy agudo, con solo un espécimen que muestra un ahusamiento acelerado hacia el final de la hoja.

### Tipo XV
Los primeros cinco tipos han sido espadas pensadas para el corte. Con la llegada de la armadura de placas, las hojas se ven en la necesidad de hacerse más rígidas para adecuarse mejor a la estocada, buscando espacios entre las placas. En vez de tener acanaladuras y filos relativamente paralelos, ahora se estrechan más y tienen sección de diamante o de superficie cóncava (hollow-ground). Estos cambios supusieron un cambio en la evolución de la espada, marcando la transición de la espada señorial a la de punta y corte.
El tipo XVa tiene hojas más largas y estrechas y empuñaduras lo suficientemente largas para usar con dos manos.

### Tipo XVI
Una hoja de corte plana que se estrecha progresivamente hasta una punta aguda reforzada por una cresta claramente definida, lo que la hace igualmente eficaz para empujar. Este tipo se parece un poco a una versión más delgada del tipo XIV. Estas espadas aparecen en la obra de arte contemporánea de San Gimignano y muchas otras obras. Longitud de la hoja ronda los 70–80 cm. 
El subtipo XVIa tiene una hoja más larga con una acanaladura más corta. La hoja se fabrican con una sección hexagonal para reforzar la estocada.  La empuñadura a menudo se extiende para acomodar una mano y media o dos.

### Tipo XVII
Caracterizado por una hoja larga y uniformemente cónica, sección transversal hexagonal, empuñadura con dos manos. Rígido y adecuado para empujar aunque por su peso aptas como armas contundentes. Oakeshott descubrió que algunas eran espadas pesadas, algunos ejemplos que pesaban más de 2  kg, que se usaban para combatir contra oponentes blindados. Sin embargo, algunas de estas hojas eran livianas, incluida una espada que Oakeshott estudió en el museo Fitzwilliam de Cambridge en uso 1360-1420. Relativamente populares en la Europa germánica, fueron muy escasas en el sur del continente.

### Tipo XVIII
Son una evolución del tipo XV, de las que se diferencian por tener una hoja más ancha en la guarda, por lo que teniendo las mismas buenas características para la estocada, eran mejores a la hora de cortar. Esto las hacia más versátiles que las XV en el campo de batalla tardo-medieval, donde aparte de nobles en armadura, también abundaba la infantería protegida por cotas de malla y gambesones. Además en su mayoría tenían una sección de superficie cóncava, que aunque más costosa de fabricar, permite hojas más ligeras que las de diamante, manteniendo la misma rigidez. Estrechamiento de perfil muy acentuado. Fueron muy populares a pesar de su elevado precio.

### Tipo XIX
Espadas del siglo XV que a menudo eran de una mano, aunque existen ejemplos de dos manos. Estos tienen hojas relativamente estrechas y planas de sección transversal hexagonal, bordes casi paralelos con poco perfil cónico, acanaladuras estrechoñas y un ricasso pronunciado . El ricasso a menudo presenta una decoración de hoja aumentada. Además, varias hojas de este tipo tienen inscripciones en árabe , así como lazos para los dedos.

### Tipo XX
Último tipo en su estilo, son muy parecidas a las tipo XIIIa, con su hojas anchas y filos casi paralelos. Tienen una acanaladura central que alcanza la mitad de la hoja, y dos acanaladuras paralelas que llegan hasta el cuarto superior de esta. Eran armas bastante grandes. El hecho de que estuviesen diseñadas para el corte en una época en la que se buscaba principalmente la estocada, ha hecho pensar que posiblemente eran espadas ceremoniales. 
En el subtipo XXa, las hojas son más estrechas con una conicidad más aguda y lineal, aunque todavía se pueden distinguir en por sus múltiples sangrías.

### Tipo XXI
Espadas anchas y muy afiladas, similares a la elegante Cinquedea civil italiana de finales del siglo XV Suele ser más larga y menos ancha que la Cinquedea . Comúnmente se presenta con dos o más sangrías que continúan casi en toda la longitud de la hoja. También suele presentar una cruz curva hacia abajo. La distinción de un Cinquedea se basa en gran medida solo en el tamaño.

### Tipo XXII
Hojas anchas y planas, algunas comparten una conicidad de moderada a pesada con el Tipo XXII, aunque no tan fuerte o consistentemente. Estos son a menudo planos en la sección transversal, con la excepción de 1 o 2 sangrías angostas que solo se extienden una corta distancia más allá del mango. Las proporciones, la historia de los ejemplos sobrevivientes y, a menudo, la decoración ornamentada indican que estos pueden haber tenido un papel ceremonial más que como armas de guerra.